# Ostertagia ostertagi
Ostertagia ostertagi (anglicky brown stomach worm, nebo medium stomach worm) je kosmopolitně rozšířená hlístice z čeledi Trichostrongylidae parazitující ve slezu skotu, případně jiných přežvýkavců. Představuje jednoho z nejvýznamnějších patogenních helmintů skotu na světě. Dospělí jedinci se lokalizují ve slezu, výjimečně v duodenu, kde jsou přisátí ke sliznici a živí krví hostitele.